# Terremoto de Ambon de 1674
El terremoto de Ambon de 1674 ocurrió el 17 de febrero de 1674 entre las 19:30 y las 20:00 hora local en las Islas Molucas. El tsunami resultante alcanzó alturas de hasta 100 metros en la isla de Ambon y mató a más de 2.300 personas. Fue la primera documentación detallada de un tsunami en Indonesia y el más grande jamás registrado en el país. Nunca se ha determinado la falla exacta que produjo el terremoto, pero los geólogos postulan una falla local o una falla de empuje más grande en alta mar. El tsunami extremo probablemente fue el resultado de un deslizamiento de tierra submarino.

## Descripción general
La tectónica de las Islas Molucas del Norte está dominada por elementos complejos de colisión, subducción y deslizamiento de rumbo. Los terremotos de foco intermedio a profundo con una profundidad focal de 60 km o más se descartan inmediatamente como la fuente porque ningún evento histórico conocido del mismo tipo ha generado un gran tsunami. El terremoto del Mar de Banda de 1938, un evento de profundidad intermedia de magnitud 8,5 solo causó un tsunami menor.
El Canal de Seram es una zona de convergencia compleja entre las placas del Pacífico, Australia, Sunda y numerosas placas microtectónicas. Esta falla de mega cabalgamiento se encuentra al norte de la isla de Ceram. Si bien ha generado grandes terremotos tsunamigénicos en el pasado, como el de 1899 y 1629, la falla está situada demasiado lejos de Ambon para haber causado grandes tsunamis.
Dado que el tsunami del terremoto tuvo una altura extrema de al menos 100 metros, los investigadores han descartado la posibilidad de fallas como fuente del tsunami. En cambio, un deslizamiento de tierra generado por un terremoto parece ser la fuente probable del tsunami. Sin embargo, la fuente del terremoto nunca ha sido confirmada, pero dos fallas, el empuje del sur de Ceram y una falla sin nombre en la isla fueron las culpables. No se ha asignado una magnitud al evento en las revistas de investigación publicadas, pero las bases de datos de la Agencia de Meteorología, Climatología y Geofísica y el Centro Nacional de Datos de Geociencia enumeran la magnitud en 6,8 a una profundidad de 40 kilómetros.

## Documentación
Según un relato de Georg Eberhard Rumphius, un botánico alemán, el terremoto ocurrió un sábado por la noche, a las 19:30 hora local, cuando los habitantes de las islas celebraban el Año Nuevo Lunar chino. Las campanas del cercano Castillo Victoria en la isla de Ambon comenzaron a sonar solas. El terremoto fue tan fuerte que hizo perder el equilibrio a la gente. Según los informes, setenta y cinco edificios de piedra se derrumbaron, matando a 79 chinos, cinco europeos e hiriendo a otros 35. La mayoría de las lesiones fueron brazos y piernas fracturados. Entre las víctimas de los derrumbes se encontraban los colonos europeos. El agua comenzó a brotar de los pozos y del suelo, algunos brotaron hacia arriba a una altura de 6,1 metros. Arcilla azul y arena también surgieron del suelo. Muchas casas y carreteras en otras partes de la isla sufrieron grietas y daños graves. Tanto la esposa de Rumphius como sus dos hijas murieron durante el terremoto después de que fueran aplastadas por la caída de un muro. Estaban entre los 31 europeos que murieron en el terremoto y el tsunami.
Inmediatamente después del terremoto, un gran tsunami supuestamente arrasó la costa de la isla. En la península de Hitu, se pensaba que las olas alcanzaban los 100 metros de altura, casi superando las colinas costeras. Bosques y plantaciones enteros fueron arrancados y arrasados. El tsunami estuvo acompañado de un ruido ensordecedor. Cuando se estrelló contra la costa, los testigos presenciales describieron el flujo como muy sucio y maloliente.